# Egidijus Mockevičius
Egidijus Mockevičius (Kuršėnai, 1º settembre 1992) è un cestista lituano.